# Naturbruksprogrammet
Naturbruksprogrammet är ett treårigt yrkesförberedande program inom gymnasieskolan i Sverige. Programmet ska ge kunskap och praktisk kompetens för arbete inom naturbrukets olika områden. Elever som läser programmet kan börja arbeta direkt efter utbildningen eller utbilda sig vidare på yrkeshögskola. Det är möjligt att läsa ett utökat program med extra kurser för elever som vill utbilda sig vidare på högskola.

## Inriktningar
Efter 2011 års gymnasiereform trädde i kraft hade programmet fyra nationella inriktningar:
- Djur
- Lantbruk
- Skog
- Trädgård

2021 ändrades inriktningarna genom en utbrytning av Häst ur Djur samt Naturturism ur Skog. Inriktningarna benämns därmed:
- Djurvård
- Hästhållning
- Lantbruk
- Skogsbruk
- Naturturism
- Trädgård

Innan Gy 2011 fanns inga nationella inriktningar för naturbruksprogrammet utan det var upp till skolorna att bestämma om lokala inriktning, till exempel jordbruk, skogsbruk, trädgård, djurvård, hästhållning, jakt- och viltvård, naturturism eller fiske och vattenbruk.

## Kurser
Elever på naturbruksprogrammet ska sedan Gy 2011 trädde i kraft, utöver kärnämneskurser och projektarbete, läsa programgemensamma ämnen om 400 poäng och därtill 300 poäng inom vald inriktning samt programfördjupning omfattande 900 poäng och individuellt val 200 poäng.
Minst 15 veckor av naturbruksprogrammets utbildning sker i form av arbetsplatsförlagt lärande, APL, på en arbetsplats.

## Yrkesområden
Många som går naturbruksprogrammet arbetar praktiskt såsom anställd eller självständigt inom skogs- och jordbruk och djurvård. Naturbruksprogrammets jordbruks- och skogsbruksinriktningar ger behörighet för vidareutbildning till lantmästare respektive skogsmästare, och djurinriktningarna kan ge behörighet för vidareutbildning till exempelvis veterinär och hippolog vid Sveriges lantbruksuniversitet, SLU.